# Windhoek Rural
Windhoek Rural es un distrito electoral de la Región de Khomas en Namibia. 
Su población es de 19.908 habitantes. Este distrito se encuentra fuera de la ciudad de Windhoek.
- Datos: Q904970